# 吉子内親王
吉子内親王（よしこ ないしんのう、1714年9月30日〈正徳4年8月22日〉- 1758年10月23日〈宝暦8年9月22日〉）は、霊元法皇の第13皇女。生母は右衛門佐局松室敦子。幼名は八十宮（やその みや）。異母兄に東山天皇、同母兄に有栖川宮職仁親王がいる。

## 人物
正徳5年9月29日（1715年11月6日）、時の江戸幕府将軍徳川家継と婚約する。当時夫となる家継もわずか7歳だった。
正徳6年閏2月18日（1716年4月10日）には納采の儀を済ませるが、そのわずか2か月後の享保元年4月30日（1716年6月19日）に家継が薨去したため、史上初の武家への皇女降嫁と関東下向には至らなかった。しかも本人は数え3歳で後家となった。
享保11年11月28日（1726年12月21日）、親王宣下あって吉子内親王（よしこ ないしんのう）となる。
享保17年8月6日（1732年9月24日）、父の霊元法皇、死去。
同年10月29日（12月16日）出家、法号を浄琳院宮（じょうりんいんのみや）といった。
宝暦8年9月22日（1758年10月23日）、45歳で薨去。墓所は京都府京都市東山区の知恩院。

## 婚約の経緯
この強引な婚約の背景には当時の政治的な思惑があったとされる。
当時の江戸城大奥では、家継の父で先に薨去した前将軍徳川家宣の正室天英院と、側室で家継生母の月光院の二大勢力があった。一方京都では、吉子内親王の父である霊元法皇と天英院の実父の近衛基熙が主導権をめぐり争っていた。
家宣亡き後、幼君を戴いて正徳の改革を推し進めざるを得ない、苦しい立場にあった当時の事実上の幕政運営者の側用人間部詮房や学者の新井白石は、この史上最年少の将軍（徳川家継）に権威付けをするために、皇女の降嫁を計画しており、天英院に対抗する権威を朝廷に求めた月光院も賛成した。また、天英院も家宣存命中に実家の姪の近衛尚子（後の新中和門院）と家継の婚約を進めていたが、家継と尚子の年齢差を気にかけて婚約話を破談にしてしまった経緯があり（尚子は後に中御門天皇の女御となった）、正室を皇室から迎えることには前向きであった。
一方、霊元法皇は長年幕府と対立関係にあったが、政敵である近衛基熙の権力基盤である幕府との関係に楔を打ち込むため、これに応じたと推察される。
近衛基熈はこの婚約には反対であったが、天英院との関係からか表立った反対をしなかった。

## 異説
出家せず、徳川宗春側室の阿薫となった、とする説がある。詳しくは当該項目参照。